# Fédération du Timor oriental de football

Ancien logo

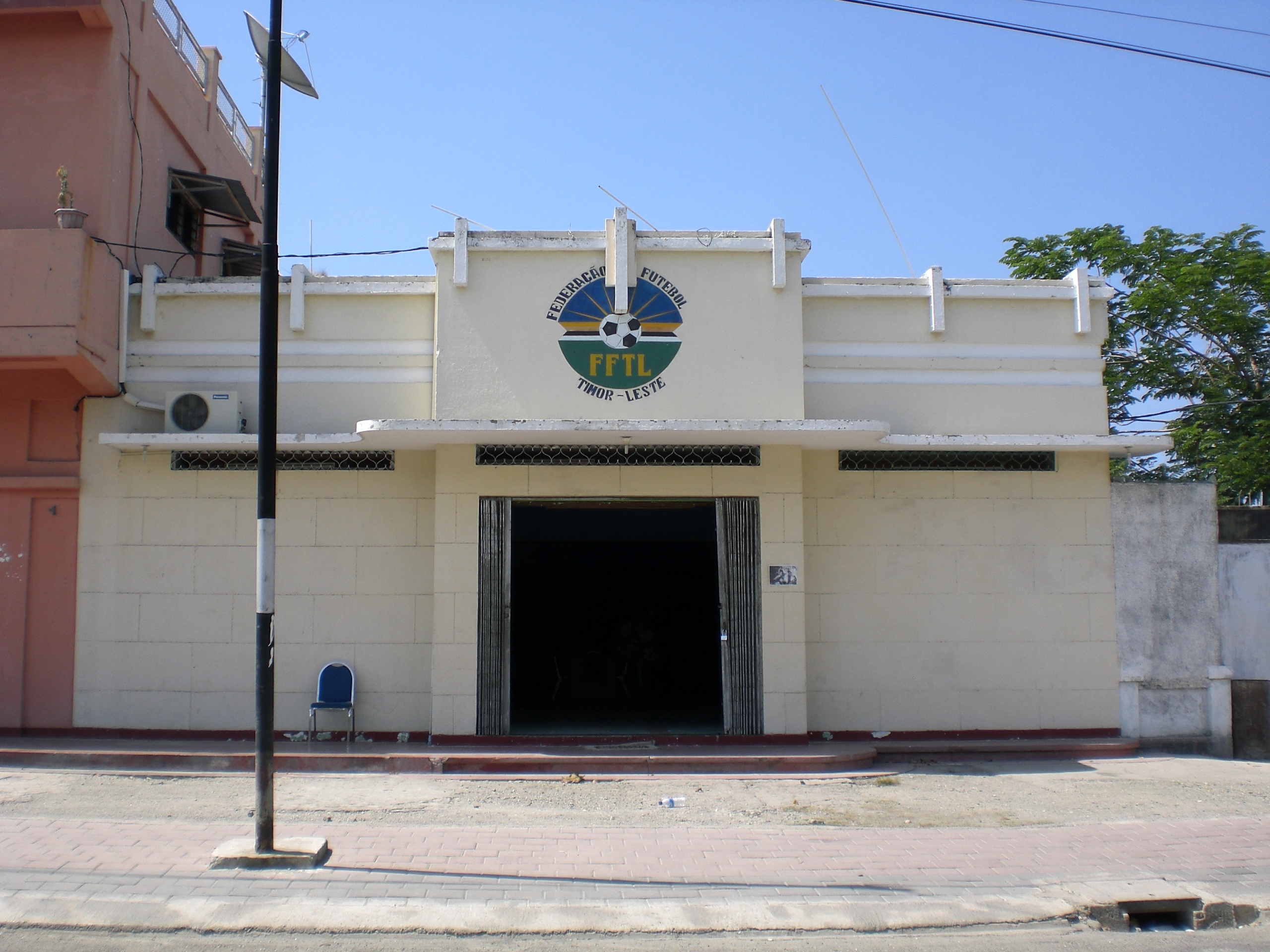
Siège de la Fédération du Timor oriental de football à Dili (2009).

La Fédération du Timor oriental de football (Federaçao Futebol Timor-Leste (pt) FFTL) est une association regroupant les clubs de football du Timor oriental et organisant les compétitions nationales et les matchs internationaux de la sélection du Timor oriental. Son siège est dans la capitale Dili.
La fédération nationale du Timor oriental a été fondée en 2002. Elle est affiliée à la FIFA depuis le 13 septembre 2005 et membre de l'AFC depuis 2002.